# Шервуд, Брэнди
Брэнди Шервуд (англ. Brandi Sherwood; род. 13 января 1971, Айдахо-Фолс, Айдахо) — американская модель и фотомодель, победительница конкурса красоты Юная Мисс США 1989. Участница и 1-я Вице Мисс Мисс США 1997.

## Участие в конкурсе
В 1989 году, она победила в конкурсе Юная Мисс США. В 1997 году, участвовала в конкурсе Мисс США, где заняла второе место - 1-я Вице Мисс. Стала Мисс США, когда Брук Махеалани Ли стала победительницей Мисс Вселенная 1997. Единственная участница, которая имела титулы Юная Мисс США и Мисс США.
Имея титулы, Брэнди работала на Специальной Олимпиаде. Она также работала с программой Drug Abuse Resistance Education и добровольно выступая перед студентами на темы о наркотиках и насилии.

## Скандал
В 1996 году, был подан иск против Королевской семьи Брунея, в котором говорилось, что бывшая Мисс США Шэннон Маркетик удерживалась против её в течение 30 дней. Но дело было закрыто в силу неприкосновенности королевской семьи.

## Примечание
1. 1 2  Internet Movie Database (англ.) — 1990.
2. ↑  Miss Teen USA Timeline - Past Winners Архивировано 1 февраля 2008 года.
3. ↑  An online article on the case Архивная копия от 13 апреля 2020 на Wayback Machine, Asiaweek
4. ↑  Article about case Архивная копия от 3 февраля 1999 на Wayback Machine, E! Online

## Заметки
Sherwood was originally 1st Runner-Up, but became Miss USA after the original titleholder, Brook Lee, won Miss Universe. Due to pageant protocol Miss USA must resign her title in the event she wins Miss Universe.